# Boston Marathon 1940

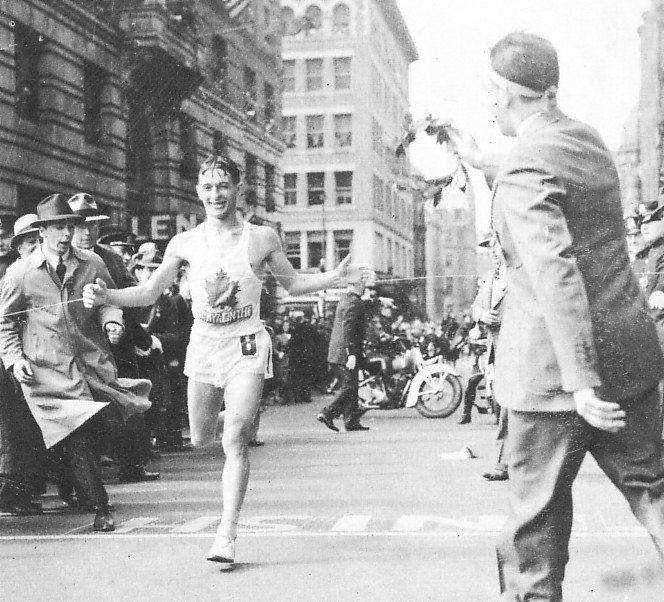
Gérard Côté wint de Boston Marathon 1940.

De Boston Marathon 1940 werd gelopen op vrijdag 19 april 1940. Het was de 44e editie van de Boston Marathon. Aan deze wedstrijd mochten geen vrouwen deelnemen. De Canadees Gérard Côté kwam als eerste over de streep in 2:28.28,6.
Het parcours is te kort gebleken. Het had namelijk niet de lengte van 42,195 km, maar 41,1 km.
In totaal finishten er 98 marathonlopers.

## Uitslag
| rang   | naam              | land | tijd      |
| ------ | ----------------- | ---- | --------- |
| Goud   | Gérard Côté       | CAN  | 2:28.28,6 |
| Zilver | John A. Kelley    | USA  | 2:32.00,6 |
| Brons  | Don Heinicke      | USA  | 2:32.21   |
| 4      | Leslie Pawson     | USA  | 2:33.09   |
| 5      | Paul Donato       | USA  | 2:34.54   |
| 6      | Andre J. Brunelle | USA  | 2:35.20   |
| 7      | Robert S. Rankine | CAN  | 2:37.44   |
| 8      | Fred A. McGlone   | USA  | 2:37.49   |
| 9      | George L. Durgin  | USA  | 2:38.21   |
| 10     | Frank M. Darrah   | USA  | 2:43.38   |

1897 ·
1898 ·
1899 ·
1900 ·
1901 ·
1902 ·
1903 ·
1904 ·
1905 ·
1906 ·
1907 ·
1908 ·
1909 ·
1910 ·
1911 ·
1912 ·
1913 ·
1914 ·
1915 ·
1916 ·
1917 ·
1918 ·
1919 ·
1920 ·
1921 ·
1922 ·
1923 ·
1924 ·
1925 ·
1926 ·
1927 ·
1928 ·
1929 ·
1930 ·
1931 ·
1932 ·
1933 ·
1934 ·
1935 ·
1936 ·
1937 ·
1938 ·
1939 ·
1940 ·
1941 ·
1942 ·
1943 ·
1944 ·
1945 ·
1946 ·
1947 ·
1948 ·
1949 ·
1950 ·
1951 ·
1952 ·
1953 ·
1954 ·
1955 ·
1956 ·
1957 ·
1958 ·
1959 ·
1960 ·
1961 ·
1962 ·
1963 ·
1964 ·
1965 ·
1966 ·
1967 ·
1968 ·
1969 ·
1970 ·
1971 ·
1972 ·
1973 ·
1974 ·
1975 ·
1976 ·
1977 ·
1978 ·
1979 ·
1980 ·
1981 ·
1982 ·
1983 ·
1984 ·
1985 ·
1986 ·
1987 ·
1988 ·
1989 ·
1990 ·
1991 ·
1992 ·
1993 ·
1994 ·
1995 ·
1996 ·
1997 ·
1998 ·
1999 ·
2000 ·
2001 ·
2002 ·
2003 ·
2004 ·
2005 ·
2006 ·
2007 ·
2008 ·
2009 ·
2010 ·
2011 ·
2012 ·
2013 ·
2014 ·
2015 ·
2016 ·
2017 ·
2018 ·
2019 ·
2020 ·
2021 ·
2022